# King Kurt

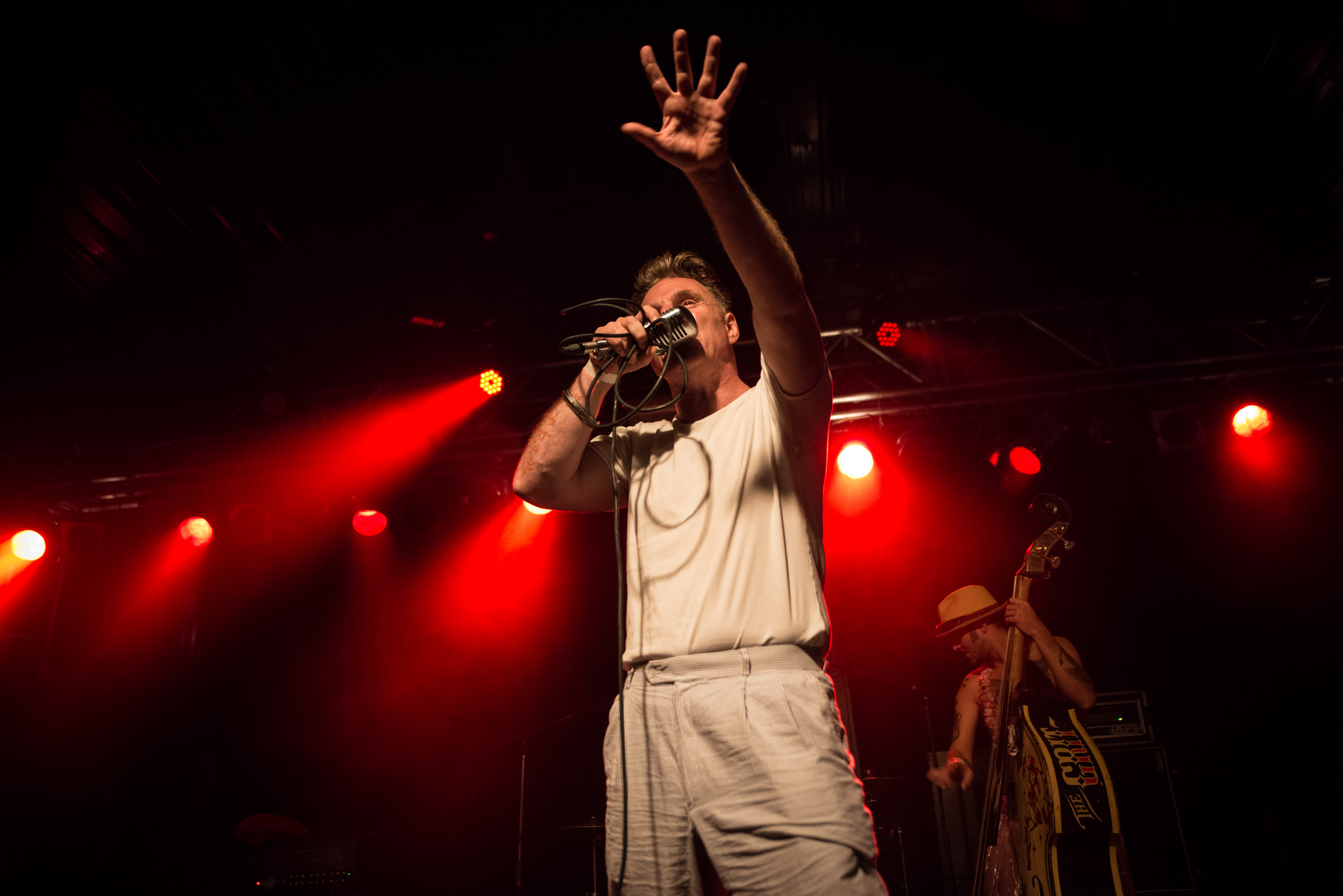
King Kurt

King Kurt fue en la década de 1980 una banda de psychobilly procedente del Reino Unido.

## Carrera
El grupo se formó en 1981 con Jef Harvey como vocalista, quien fue sustituido por "Smeg" (Gary Cayton) luego del sencillo "Zulu Beat" y antes del contrato con Stiff Records; Paul "Thwack" Laventhol y John Reddington en la guitarrista, Rory Lyons en la batería, Bert Boustead como bajista, más "Maggot" en el saxofón. Antes de ser King Kurt eran conocidos como Rockin' Kurt & The Sour Krauts.
Tuvieron algunos singles que figuraron en la UK Singles y la UK Indie Charts, tales como "Zulu Beat", "Mack The Knife" y "Banana, Banana", junto con su sencillo de Los 40 Principales llamado "Destination Zululand".
En 1988 la banda se separó de forma definitiva, sin embargo entre 1992 y 1996 hubo una presentación en vivo que contaba con tres de sus miembros originales. Y sacaron el disco "Poor Man's Dream" en 1994.

## Curiosidades
A principio de los ochenta, King Kurt eran conocidos por tirar huevos, bolsas de harina y pintura a la audiencia. También contaban con una rueda en la que amarraban a un fanático y lo forzaban a beber cerveza o sidra, luego de eso lo hacían girar hasta que vomitara.

## Discografía
|     | Año  | Título                                                                 | Tabla de Posición | Discográfica        |
| --- | ---- | ---------------------------------------------------------------------- | ----------------- | ------------------- |
|     | 1982 | "Zulu Beat" / "Rockin' Kurt"                                           | dnc               | Thin Sliced Records |
| Oct | 1983 | "Destination Zululand" / "She's as Hairy"                              | #36               | Stiff Records       |
| Apr | 1984 | "Mack the Knife" / "Wreck a Party Rock"                                | #55               | Stiff Records       |
| Aug | 1984 | "Banana Banana" / "Bo Diddley Goes East"                               | #54               | Stiff Records       |
| Jun | 1985 | "Billy" / "Back on the Dole"                                           | #81               | Stiff Records       |
| Sep | 1985 | "Road to Rack n Ruin" / "Poppa Wobbler"                                | #94               | Stiff Records       |
| Nov | 1985 | "Slammers" / "Ape Hour"                                                | dnc               | Stiff Records       |
| Nov | 1986 | "America" / "High and Mighty"                                          | #73               | Polydor             |
| May | 1987 | "Land of Ring Dang Do" / "Zulu Beat" / "Horatio" / "Gather Your Limbs" | #67               | Polydor             |
|     | 1988 | "Bye Bye Baby" / "Prussian Stomp" – (as The Kurts)                     | dnc               | GWR                 |

## Álbumes
|     | Año  | Título                     | Tabla de Posición | Discográfica  |
| --- | ---- | -------------------------- | ----------------- | ------------- |
|     | 1983 | "Ooh Wallah Wallhah"       | dnc               | Stiff Records |
| Mar | 1986 | "Big Cock"                 | #50               | Stiff Records |
|     | 1986 | "The Last Will & Testicle" | dnc               | GWR           |
|     | 1994 | "Poor Man's Dream"         | dnc               |               |

## Recopilaciones
- Live & Rockin' (1989)
- Destination Demoland (1990)
- Alcoholic Rat (2001)
- Live and Unreleased

## Miembros
| King Kurt (1981-1988)        | - Smeg - Vocales - Thwack - Guitarra - Rory Lyons - Batería - Maggot - Saxofón                                                 |
| King Kurt (Miembros pasados) | - Bert - Bajo - Handsome John - Vocales/Guitarra - Dick Crippen - Bajo - Whistling Jim Piper - Guitarra - Jef Harvey - Vocales |